# Аканье
А́канье — неразличение гласных /а/ и /о/ в безударных слогах. Свойственно южнорусским, части среднерусских и всем белорусским диалектам; является нормой в русском и белорусском литературных языках (в белорусском языке аканье отражается и на письме); ненормативно в некоторых диалектах украинского языка (в основном приграничных с русскими и белорусскими). Аканье противопоставлено о́канью — различению /о/ и /а/ во всех позициях; оканье свойственно говорам севернорусского наречия. В болгарском языке акающими являются родопские говоры (смолянские и златоградские), причём в говорах сёл Тихомир и Триград аканье проявляется во всех безударных слогах, а не только в предударных. Аканье существует также в некоторых диалектах словенского языка.

## Происхождение
Древнейшие случаи смешения букв о и а на письме в безударных слогах зафиксированы в памятниках московского происхождения. В Сийском Евангелии, переписанном в Москве в 1340 году: «кака ты глаголеши, отъ Господа бысть се и есть дивна в очью нашею…». В XV—XVI веках, как показывают тексты, аканье так широко распространяется в Москве, что появляются уже ошибки в обратную сторону, «суперкорректные» — с написанием о на месте правильного а: обязон, толант, запода, задовот.
В речи высших классов Москвы, однако, «оканье» держалось долго — до начала XVII века, а в речи духовенства оно поддерживалось вплоть до XX века.
Обычно считается, что аканье возникло относительно поздно, тогда же, когда и было зафиксировано на письме, то есть не ранее XIV века. Существует мнение (восходящее к Алексею Шахматову) о более раннем появлении аканья. Согласно этой точке зрения, аканье возникает ещё в некоторых говорах праславянского языка вследствие утраты долготных противопоставлений в системе вокализма и было унаследовано непосредственно из диалекта вятичей. Причина позднего отражения аканья на письме в этом случае объясняется отсутствием древних памятников, написанных на территории распространения этого явления.

## Типы аканья
В русском языке аканье понимается как в широком смысле — неразличение гласных фонем неверхнего подъёма в безударных слогах, так и в узком смысле — неразличение гласных /о/ и /а/ в безударном положении после твёрдых согласных при совпадении их в части позиций в звуке [а].

### После твёрдых согласных

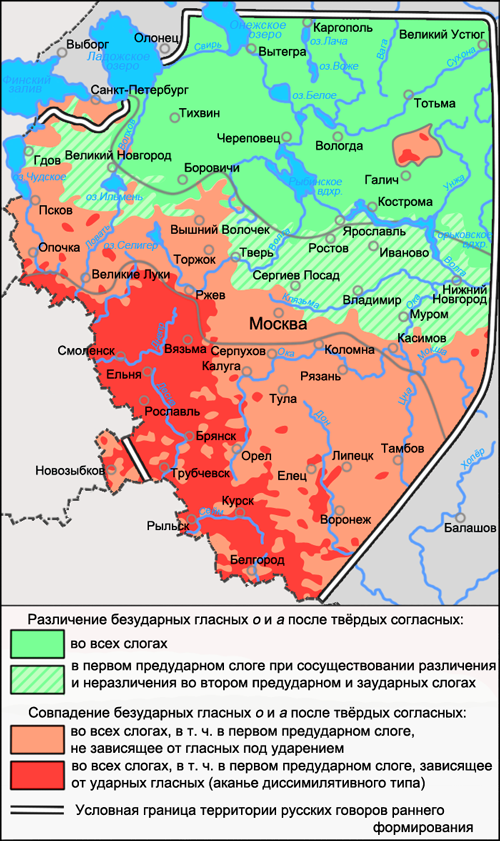
Ареал аканья на территории распространения русских говоров первичного формирования

В позиции после твёрдых согласных различают следующие типы аканья:
- Сильное (недисимилятивное)
- Диссимилятивное
- Ассимилятивно-диссимилятивное

При сильном аканье качество предударного гласного не зависит от качества ударного. Гласные /о/ и /а/ совпадают в первом предударном слоге после парных твёрдых согласных в гласном [а] (точнее в звуке [ạ], несколько более закрытом, чем ударный [а], он также может обозначаться как [аъ] или [аə]) вне зависимости от гласного под ударением: в[а]дá, в[а]ды́, в[а]ди́чка, под в[а]до́й, по в[а]де́.

При диссимилятивном аканье качество предударного гласного зависит от качества ударного. Гласные /о/ и /а/ совпадают в первом предударном слоге после парных твёрдых согласных в разных гласных ([а] или [ъ], иначе [ə]) в зависимости от того, какой гласный находится под ударением. В говорах с диссимилятивным аканьем перед ударным гласным нижнего подъёма [а] всегда произносится гласный среднего подъёма [ъ] — принцип диссимиляции состоит в том, что перед ударным гласным нижнего подъёма не может находиться гласный того же подъёма; перед ударными гласными верхнего подъёма [и], [ы], [у] всегда произносится [a]: в[а]ды́, в[а]ди́чка, под в[а]до́й, по в[а]де́, но в[ъ]дá.

По произношению [а] или [ъ] в предударном слоге в зависимости от ударного гласного, выступающего на месте фонем средне-верхнего подъёма /ê/ и /ô/ и среднего подъёма /е/ и /о/, различают несколько типов диссимилятивного аканья:
- Жиздринское (белорусское) аканье характеризуется произношением гласного [а] перед всеми гласными средне-верхнего и среднего подъёмов: к с[а]вế, к тр[а]вế, с[а]вốй, тр[а]вốй, л[а]мте́й, л[а]пте́й, н[а]со́к, пл[а]то́к;
- Архаическое (обоянское) аканье отличается от жиздринского произношением [а] только перед гласными средне-верхнего подъёма. Перед ударными гласными среднего подъёма в данном типе аканья произносится [ъ]: к с[а]вế, к тр[а]вế, с[а]вốй, тр[а]вốй, но л[ъ]мте́й, л[ъ]пте́й, н[ъ]со́к, пл[ъ]то́к;
- Прохоровское (донское) аканье характеризуется произношением гласного [ъ] перед всеми гласными средне-верхнего и среднего подъёмов: к с[ъ]вế, к тр[ъ]вế, с[ъ]вốй, тр[ъ]вốй, л[ъ]мте́й, л[ъ]пте́й, н[ъ]со́к, пл[ъ]то́к.

Кроме [ъ] перед ударными гласными в некоторых говорах могут употребляться [э], [ы] или лабиализованные [ъо], [о] и [у]: в[э]дá, в[ы]дá, в[ъо]да́, в[у]дá, в[о]дá.
В говорах с диссимилятивно-ассимилятивным аканьем перед ударными гласными верхнего и средне-верхнего подъёмов произносится [а] — диссимиляция; перед ударными гласными среднего и нижнего подъёмов произносятся безударные гласные тех же подъёмов: [ъ] перед [е́] и [о́], [а] перед [á] — ассимиляция.
| Гласный под ударением | Типы аканья                        | Типы аканья                        | Типы аканья                        | Типы аканья                        | Типы аканья                        |
| Гласный под ударением | Гласный первого предударного слога | Гласный первого предударного слога | Гласный первого предударного слога | Гласный первого предударного слога | Гласный первого предударного слога |
| Гласный под ударением | Сильное                            | Диссимилятивное                    | Диссимилятивное                    | Диссимилятивное                    | Ассимилятивно- -диссимилятивное    |
| Гласный под ударением | Сильное                            | Жиздринское                        | Архаическое                        | Прохоровское                       | Ассимилятивно- -диссимилятивное    |
| --------------------- | ---------------------------------- | ---------------------------------- | ---------------------------------- | ---------------------------------- | ---------------------------------- |
| /и/, /у/              | [а]                                | [а]                                | [а]                                | [а]                                | [а]                                |
| /ê/, /ô/              | [а]                                | [а]                                | [а]                                | [ъ]                                | [а]                                |
| /е/, /о/              | [а]                                | [а]                                | [ъ]                                | [ъ]                                | [ъ]                                |
| /а/                   | [а]                                | [ъ]                                | [ъ]                                | [ъ]                                | [а]                                |

Сильное аканье характеризует русский и белорусский литературные языки, на территории русских говоров раннего формирования сильное аканье распространено в акающих среднерусских говорах (включая говоры чухломского острова), в рязанских, тульских и елецких говорах южнорусского наречия, на территории распространения белорусских диалектов сильное аканье охватывает ареал юго-западного диалекта. Диссимилятивное аканье жиздринского типа характерно для русских говоров юго-западной диалектной зоны (западных, верхне-днепровских, верхне-деснинских, большей части курско-орловских и некоторых других южнорусских говоров) и соседних с ними белорусских говоров северо-восточного диалекта. Диссимилятивное аканье архаического типа встречается очень редко — в рассеянном распространении оно известно в оскольских и юго-западных рязанских говорах. Диссимилятивное аканье прохоровского типа отмечается наряду с диссимилятивным аканьем жиздринского типа и сильным аканьем в говорах Донской группы.

### После мягких согласных
Аканье в широком смысле включает также неразличение безударных гласных после мягких согласных: /о/, /е/ (/ê/) и /а/ в этой позиции совпадают в одном звуке. Качество данного звука различается от типа предударного вокализма после мягких согласных — в говорах с иканьем все безударные гласные неверхнего подъёма совпадают только в [и]; в говорах с еканьем — в [е] (наряду с [и] в умеренном еканье); в говорах с яканьем — всегда в [а] (сильное яканье) или в [а] в части позиций наряду с [и] в зависимости от качества следующего за предударным гласным согласного или от качества ударного гласного (различные виды умеренного и диссимилятивного яканья).

## Явления, сходные с аканьем
К аканью не относятся следующие внешне схожие с ним явления:
- рефлексы праславянских *or-, *ol- как ра-, ла- вместо собственно древнерусских ро-, ло-: расти, рабъ, работа, раждати, ладия, лакати, приставка раз-/рас- — это южнославянский рефлекс, свойственный для церковнославянского языка и во многих случаях перешедший в литературную норму русского языка;
- украинские слова гарячий, багатий — это ассимиляция предударного гласного ударному;
- исконные формы несовершенного вида раняти, вопрашати, помагати, покарятися и др. — это чередование гласного в корне, впоследствии исчезнувшее под влиянием аналогии;
- нерегулярные изменения некоторых слов под влиянием приставок: начлегъ вместо ночлегъ, довати вместо давати, забота вместо зобота (последнее закрепилось в литературном языке);
- отмеченное в некоторых памятниках XIV—XV вв. изменение о- на а- в начале слова или корня после ъ, что является особым фонетическим развитием: въ апустевшии земли, сарати 'спахать' (из съ+орати);
- некоторые отмеченные в древненовгородском диалекте изменения о- в а- в окончаниях, что является морфологическим, а не фонетическим явлением: детьскаму, чернога (во втором случае ср. аналогичные изменения в сербском языке).